# Shatuo

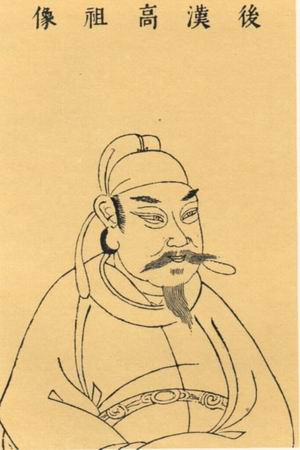
Liu Zhiyuan (劉知遠), auch Kaiser Gaozu von der späteren Han-Dynastie war ein Shatuo-Türke

Die Shatuo (chinesisch 沙陀, Pinyin Shātuó oder Shatuo-Türken, 沙陀 突厥,  Shātuó Tūjué, auch: Shato) waren ein Turkvolk und Clan, der die Politik Nordchinas vom neunten Jahrhundert bis zum zehnten Jahrhundert stark beeinflusste. Sie sind bekannt für die Gründung von drei der fünf Dynastien und eines der Königreiche während der Zeit der Fünf Dynastien und Zehn Reiche. Sie waren der türkische Teil des Aschina-Clans.

## Herkunft und Sprache
Der Shatuo Clan stammt von der adeligen Herrscherschicht der Turkvölker ab. Ihr Clan war bekannt für geschickte Taktiker und gut ausgebildeter Krieger. Sie sind Nachfahren der Aschina, der Göktürken und der Tschigil aus der Altai Region und des heutigen Kirgisistans.
Sie sprachen eine Variante des Alttürkischen, nahmen aber später die Sprache der Han-Chinesen, das Chinesische, an.

## Kultur
Die Shatuo folgten der alten Kultur der Göktürken. Ihre Religion war der Tengrismus, einer animistischen, schamanistischen und polytheistischen Religion mit einem gut ausgebildeten Ahnenkult.
Die Shatuo verfolgten einer strikten Sinisierung und vereinten ihre Religion mit dem Chinesischen Volksglauben. Diese Kombination war deshalb so einfach da beide Religionen Ahnenkult und animistische Aspekte praktizierten und verschiedene Götter und Rituale einfach adaptiert werden konnten.

## Gegründete Dynastien
Die Shatuo gründeten folgende Dynastien Chinas:
- Die Yan Dynastie
- Die Spätere Tang-Dynastie
- Die Spätere Jin-Dynastie
- Die Spätere Han-Dynastie
- Die Nördliche Han-Dynastie

Des Weiteren war eine große Anzahl an Generälen der Tang-Dynastie, der Sui-Dynastie weiterer Dynastien turkstämmig.
Alle diese Dynastien sind jedoch sinisiert, das heißt Han-Chinesisch geprägt. Die Shutao, wie viele andere Turkvölker, assimilierten sich selbst freiwillig und nahmen die chinesische Sprache, chinesische Namen und deren Kultur und Lebensweise an und wurden somit ein Teil der Han.

## Familiennamen der Shatuo
- Li (李)
- Zhu-Ye (朱耶)
- Zhu (朱)
- Sha-Jin (沙金)
- Sha (沙)
- Liu (刘)